# Vanni Marcoux
Giovanni “Vanni” Emilio Diogenio Marcoux (més tard afrancesat Jean Émile Diogene Marcoux), (Torí (Piemont), 12 de juny, 1877 - Montreuil (Sena Saint-Denis), 24 d'octubre, 1962), va ser un cantant d'òpera (baix-baríton), director i professor, ocasionalment actor (de vegades acreditat a Vanni-Marcoux o a Jean-Émile Vanni-Marcoux).

## Biografia
Nascut d'una mare italiana (d'aquí els seus noms italians després afrancesats) i un pare francès (d'aquí la seva nacionalitat i el seu nom), Vanni (diminutiu del seu primer nom de pila), Marcoux va estudiar breument dret i va prendre les seves primeres lliçons de cant al Conservatori de Torí, la seva ciutat natal. Va aparèixer per primera vegada en un escenari d'òpera l'any 1894 (a l'edat de 17 anys), interpretant el paper de Sparafucile a Rigoletto de Giuseppe Verdi.
Arribat a París, va continuar els seus estudis de cant, sobretot amb el baríton Frédéric Boyer. Va debutar oficialment l'any 1900 al Teatre Municipal de Baiona, on va interpretar el germà Laurent a Roméo et Juliette de Charles Gounod. Al mateix lloc, segueix La Bohème de Giacomo Puccini (paper de Colline repetit a Niça) i de nou Rigoletto com Sparafucile. Esmentem també l'Òpera de l'Haia (Països Baixos) amb Faust de Gounod (paper de Méphistophélès el 1903) i Tosca de Puccini (paper del baró Scarpia el 1905).
El 1905 va debutar a la Royal Opera House (Covent Garden) de Londres, interpretant a Basilio a El barber de Sevilla de Gioachino Rossini (amb Victor Maurel), el comandant a Don Giovanni de Wolfgang Amadeus Mozart i Sparafucile de nou a Rigoletto de Verdi (aquestes dues últimes òperes amb Enrico Caruso). Convidat habitual a Covent Garden fins al 1912, per exemple va interpretar Arkel a Pelléas et Mélisande de Claude Debussy el 1909. Després va tornar per última vegada a Covent Garden el 1937, de nou a Pelléas et Mélisande, on aquesta vegada va ser Golaud.
Després d'una temporada al Théâtre royal de la Monnaie de Brussel·les (1907-1908), on va ser, entre altres coses, el gran sacerdot a Samson et Dalila de Camille Saint-Saëns (amb Claire Croiza) i va protagonitzar Mefistofele d'Arrigo Boito, el 1908 ingressà a l'Òpera Garnier de París on cantà fins al 1946 (hi debutà com a Méphistophélès en l'esmentat Faust de Gounod, amb Mary Garden amb qui quasi es casà).
Entre els seus següents papers a l'Òpera Garnier, citem Guido Colonna a Monna Vanna de Henry Février (1909, amb Lucienne Bréval), el vell hebreu a Samson et Dalila de Saint-Saëns (producció presentada a La Scala de Milà el 1910). Mephisto a La Damnation de Faust d'Hector Berlioz (1924, amb Ninon Vallin), així com L'Aiglon d'Arthur Honegger i Jacques Ibert (1937).
Ens aturem aquí amb Borís Godounov de Modest Mússorgski l'any 1922, una producció de Garnier on va interpretar el paper principal en francès a la casa matriu (amb Germaine Lubin), abans de repetir-la en italià a La Scala de Milà (sota la batuta d'Arturo Toscanini). Finalment, el 1949, de nou a Garnier, va dirigir Borís Godounov, en una producció repetida fins al 1953.
Fora d'Europa, també va cantar als Estats Units, per primera vegada l'any 1912 a l'Òpera de Boston a Pelléas et Mélisande de Debussy (paper de Golaud). A la Chicago Grand Opera Company, l'any 1913, a Les Contes d'Hoffmann de Jacques Offenbach, va ser Coppélius, Doctor Miracle, Capità Dapertutto i Crespel. Va ser convidat regularment a Chicago entre 1926 i 1931, interpretant el paper principal a El Quixot de Jules Massenet el 1929.
De 1938 a 1948, Vanni Marcoux va ensenyar cant al Conservatori de París. Entre els seus alumnes, podem anomenar Renée Doria i Gérard Souzay.
Retirant-se dels escenaris com a cantant el 1948, va esdevenir el mateix any director del Grand Théâtre de Bordeaux, càrrec que va mantenir fins al 1952.
Del 1922 al 1955, va gravar cançons en discos de 78 rpm i després en LP (p. ex.: Le Temps des Cerises d'Antoine Renard el 1934), melodies (p. ex.: Ma Poupée Chérie de Deodat de Severac el 1925) i extractes d'òperes (p. Pelléas et Mélisande de Debussy el 1927, amb Charles Panzéra), sovint acompanyat al piano o a l'orquestra pel pianista i director Piero Coppola (com en els fragments de Pelléas et Mélisande el 1927).
A més, va col·laborar en quatre pel·lícules franceses, entre les quals destaquen Le Miracle des loups de Raymond Bernard (1924, on va interpretar Charles el Temerari en català Carles I de Borgonya) i Sans famille de Marc Allégret (1934, on va interpretar Vitalis).

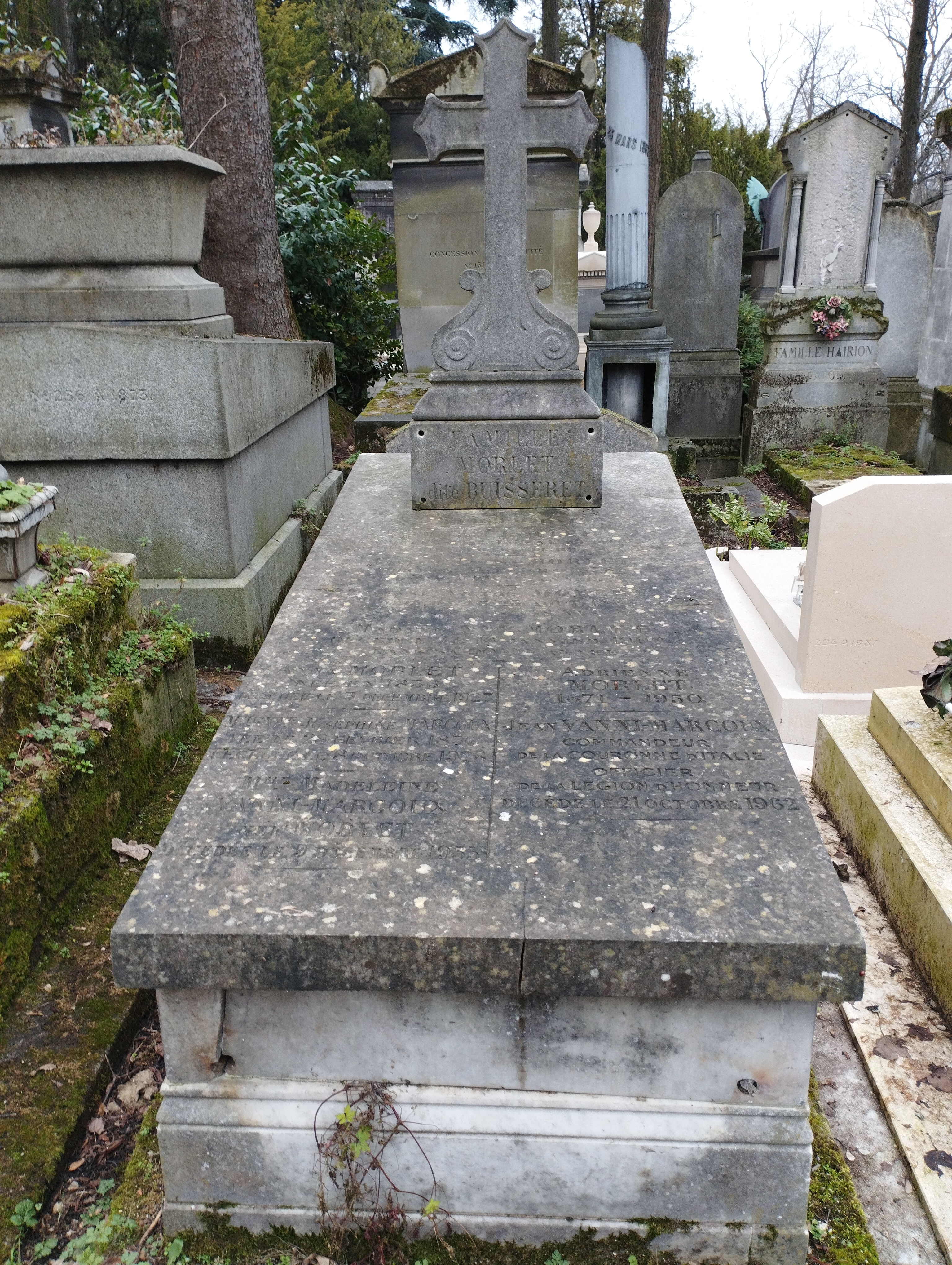
Tomba de Vanni Marcoux al cementiri de Père-Lachaise (divisió 57).

Vanni Marcoux va morir a París el 1962, als 85 anys. Està enterrat al cementiri de Père-Lachaise (57a divisió).

## Directori (selecció)
(com a cantant, tret que s'indiqui el contrari)
- 1894 : Rigoletto de Giuseppe Verdi : Sparafucile (òpera de Torí)
- 1900 : Roméo et Juliette de Charles Gounod : Frère Laurent (Théâtre municipal de Baiona)
- 1903 : Faust de Charles Gounod : Méphistophélès (Òpera de L'Haia)
- 1905 : El barber de Sevilla de Gioachino Rossini : Basilio (Covent Garden)
- 1907-1908 : Mefistofele d'Arrigo Boito : paper titular (La Monnaie de Bruxelles)
- 1909 : Pelléas et Mélisande de Claude Debussy : Arkel (Covent Garden)
- 1909 : Monna Vanna d'Henry Février : Guido Colonna (Opéra Garnier)
- 1912 : Pelléas et Mélisande de Claude Debussy : Golaud (Òpera de Boston)
- 1913 : Panurge de Jules Massenet : rôle-titre (Gaîté-Lyrique, París)
- 1913 : Les Contes d'Hoffmann de Jacques Offenbach : Coppélius / le docteur Miracle / le capitaine Dapertutto / Crespel (Grand Opéra de Chicago)
- 1922 : Boris Godounov de Modest Mússorgski : paper titular (en français à l'Opéra Garnier) (en italien à la Scala de Milan, direction Arturo Toscanini)
- 1922 : Polyphème de Jean Cras, direction Albert Wolff : paper titular (Opéra-Comique, París)
- 1924 : La Damnation de Faust d'Hector Berlioz : Méphisto (Opéra Garnier)
- 1929 : Don Quichotte de Jules Massenet : paper titular (Grand Opéra de Chicago)
- 1937 : Pelléas et Mélisande de Claude Debussy : Golaud (Covent Garden)
- 1949-1953 : Boris Godounov de Modest Mússorgski (com a director; Opéra Garnier)

## Filmografia completa
- 1922 : Don Juan et Faust de Marcel L'Herbier : Faust
- 1923 : Le Scandale d'Arthur Rooke (coproducció franco-britànica) : Maurice Ferrioul
- 1924 : Le Miracle des loups de Raymond Bernard : Charles le Téméraire
- 1934 : Sans famille de Marc Allégret : Vitalis